# Ivano Edalini
Ivano Edalini (ur. 20 sierpnia 1961) – włoski narciarz alpejski. Najlepsze wyniki w Pucharze Świata osiągnął w sezonie 1985/1986, kiedy to zajął 31. miejsce w klasyfikacji generalnej. Najlepszym wynikiem Edaliniego na mistrzostwach świata było 9. miejsce w zjeździe podczas mistrzostw świata w Bormio. Nie startował na żadnych Igrzyskach Olimpijskich.

## Sukcesy

### Puchar Świata

#### Miejsca w klasyfikacji generalnej
- 1981/1982 – 52.
- 1982/1983 – 38.
- 1983/1984 – 92.
- 1984/1985 – 33.
- 1985/1986 – 31.
- 1986/1987 – 47.
- 1987/1988 – 109.

#### Miejsca na podium
1. Sestriere – 10 grudnia 1984 (slalom) – 3. miejsce
2. Sestriere – 1 grudnia 1985 (slalom) – 3. miejsce
3. Wiedeń – 30 grudnia 1985 (slalom równoległy) – 1. miejsce
4. Madonna di Campiglio – 16 grudnia 1986 (slalom) – 1. miejsce